# Ґото Юкіо
Ґото Юкіо (яп. 後藤 靱雄, нар. ? — пом. 1976) — японський футболіст, що грав на позиції захисника.

## Клубна кар'єра
Грав за команду Kwangaku Club.

## Виступи за збірну
Дебютував 1930 року в офіційних матчах у складі національної збірної Японії. У формі головної команди країни зіграв 4 матчі. Був учасником Far Eastern Championship Games 1930 року і 1934 року.

## Статистика
Статистика виступів у національній збірній.
| Збірна Японії | Збірна Японії | Збірна Японії |
| Роки          | Ігри          | голи          |
| ------------- | ------------- | ------------- |
| 1930          | 2             | 0             |
| 1931          | 0             | 0             |
| 1932          | 0             | 0             |
| 1933          | 0             | 0             |
| 1934          | 2             | 0             |
| Усього        | 4             | 0             |